# Élongase
En biochimie, les élongases sont des enzymes présentes dans l'environnement membranaire, qui allongent les chaines d'acides gras par l'ajout de deux atomes de carbone en fin d'acides carboxyliques.
Ce processus intervient dans un "« complexe élongase »" qui associe plusieurs types d'enzymes. 
Les élongases sont omniprésentes, chez tous les êtres vivants.

## Génétique
Le gène qui produit ce complexe a été identifié chez plusieurs espèces de plantes (Jojoba, arabidopsis, colza). 
Il est nécessaire à la production d'acides gras à très longue chaîne. 
Par extension, on appelle aussi 'élongases' les gènes impliqués dans l'élongation d'acides polyinsaturés. 
Certains de ces gènes ont fait l'objet de brevetage (Brevetage du Vivant), dont à fin de production par des organismes transgéniques